# نویستیف آندر لافنیتس
نویستیف آندر لافنیتس (به آلمانی: Neustift an der Lafnitz) یک منطقهٔ مسکونی در اتریش است که در ناحیه اوبروارت واقع شده‌است. نویستیف آندر لافنیتس ۶۵۸ نفر جمعیت دارد.